# حملقار برقا
 حملقار برقا  (بالإنجليزية: Hamilcar Barca) ‏ (275 ق.م - 228 ق.م) قائد وسياسي قرطاجي، يعني اسمه عبد ملقرت، ووالد القادة القرطاجيين الأشهر حنبعل وصدربعل وماجو. غلب على اسمه «برقا» الذي يعني «الصاعقة» في اللغة البونيقية.
قاد حملقار القوات القرطاجية في صقلية بين عامي 247 ق.م - 241 ق.م خلال الحرب البونيقية الأولى. أبقى حملقار جيشه سليماً، فقد شن حرب عصابات ناجحة ضد الرومان في صقلية. بعد هزيمة قرطاج في عام 241 ق.م، عاد حملقار إلى إفريقية بعد معاهدة السلام. وعندما اندلعت «حرب المرتزقة» في عام 239 ق.م، قاد القرطاجيين بنجاح. كما قاد حملقار الحملة القرطاجية إلى أيبيريا في عام 237 ق.م، لمدة 8 سنوات وسّع خلالها الأراضي القرطاجية في أيبيريا قبل أن يموت في المعركة في عام 228 ق.م.
كان حملقار ينتمي إلى عائلة أرستقراطية قرطاجية. كما كان شابًا (33 سنة) عندما تولى القيادة في صقلية، وكان قد أنجب 3 فتيات، و3 أولاد هم حنبعل، صدربعل وماجو.

## حملقار في صقلية
سيطر القرطاجيون على البحر المتوسط بعد انتصارهم في «معركة تراباني» في عام 249 ق.م، لكنهم لم يسيطروا سوى على مدينتي ليلبايوم وتراباني في جزيرة صقلية، قبل أن يتولى حملقار القيادة في صقلية. كان قرطاجنة في هذا الوقت، في صراع في صقلية ويقاتلون الليبيين والنوميديين في شمال أفريقيا، ونتيجة لذلك، أعطي لحملقار جيش صغير نسبيا، وتدريجياً انسحب الأسطول القرطاجي حتى أصبحت صقلية في عام 244 ق.م خالية من السفن القرطاجية. كان جيش حملقار يتكون من مرتزقة من جنسيات متعددة، أظهر معه حملقار قدرته على قيادة هذه القوة بنجاح، حيث جمع بين الأسلحة والتكتيكات المختلفة مثله مثل الإسكندر الأكبر. كانت استراتيجيته مماثلة لتلك التي استخدمها فابيوس ماكسيموس في الحرب البونيقية الثانية، ومن المفارقات أنه استخدمها ضد حنبعل الابن الأكبر لحملقار. الفارق هو أن فابيوس كان يقود جيشاً متفوقاً عددياً على خصمه وليس لديه مشاكل في الإمدادات، وكان هناك مجالاً للمناورة، في حين كان جيش حملقار ثابت العدد، وأقل بكثير من خصمه.
عند تولى حملقار القيادة، عاقب المرتزقة المتمردين بقتل بعضهم ليلاً وأغرق البقية في البحر، وسرّح العديد من جنوده الأفارقة. بدأ حملقار عملياته، بمهاجمة لوكري وبرينديزي في عام 247 ق.م، وعند عودته حاصر جبل إركتي (بالقرب من باليرمو). انطلقت غارات حملقار من قطانية في صقلية حتى كوماي في وسط إيطاليا. كان هدفه هو رفع الروح المعنويه لجيشه، ونجح في خلق درجة عالية من الانضباط بين قواته. وبالرغم من عدم انتصاره في أي معركة كبرى أو الاستيلاء على أي مدينة، إلا أنه نجح في استنزاف متواصل وكثيف لموارد الرومان. في عام 244 ق.م، نقل حملقار قواته عبر البحر ليلاً إلى جبل إريكس، حيث أصبح قادراً على تقديم الدعم إلى الحامية المحاصرة في تراباني. احتل حملقار موقعاً بين القوات الرومانية المتمركزة في القمة ومعسكرهم في القاع، واستطاع أن يثبت في موقعه. خلال إحدى الغارات الرومانية على موقعه، فقد الكثير من قوات إحدى كتائبه وطلب هدنة لدفن الموتى. رفض القنصل الروماني طلبه، بعد فترة وجيزة، تمكن حملقار من إيقاع خسائر شديدة بين الرومان، وعندما طلب القنصل الروماني دفن الموتى، منحه حملقار هدنة.
في عام 243 ق.م، بنى الرومان أسطولاً لمهاجمة القرطاجيين. وفي عام 242 ق.م، حاصر هذا الأسطول القرطاجيين وهزموهم قبالة جزر إغادي في عام 241 ق.م. تم تكليف حملقار بالتفاوض للسلام، ولكن كان جيسكو القائد القرطاجي ليلبايوم هو المفاوض الفعلي. ومن خلال معاهدة السلام، غادرت قوات حملقار صقلية في عام 241 ق.م.

## حرب المرتزقة
بعد العودة إلى قرطاجنة، رفض الأرستقراطيون دفع مستحقات الجنود المرتزقة، مما أشعل حرب المرتزقة. فشل الجنرالات الأرستقراطيون في مواجهة هذا الخطر الجدي، لذا لجأت الحكومة لحملقار ليستغل نفوذه على المرتزقه لحل هذه الأزمة، وهكذا أنهى التمرد في عام 237 ق.م ليصبح حملقار بذلك بطلاً شعبياً في قرطاجنة. تعاملت روما مع قرطاج بشرف أثناء الأزمة، إلى حد إطلاق سراح جميع السجناء القرطاجيين دون فدية، كما رفضوا قبول العرض المقدم من يوتكا وسردينيا للاندماج مع المناطق الرومانية، غير أنها استولت على سردينيا وكورسيكا وأجبرت قرطاجنة على دفع 1,200 طالنط لتتخلى عن مطالبتها بالجزر. كان هذا هو أحد أسباب الحرب البونيقية الثانية التي اندلعت بعد ذلك.

## العودة إلى قرطاجنة
بعد عودته مرة ثانية إلى قرطاجنة، تحالف حملقار مع صدربعل العادل للحد من سلطة الأرستقراطيين بقيادة هانو العظيم. حصل حملقار على إذن مجلس الشيوخ القرطاجي لتجنيد وتدريب جيش جديد، لتأمين قرطاجنة من الغزوات النوميدية، والتي نجح في إخمادها، ثم سار حملقار مع جيشه غرباً حتى مضيق جبل طارق. سار صدربعل العادل بأسطول يحمل الإمدادات والفيلة على طول الساحل بمحاذاة الجيش. نقل حملقار الجيش على مسؤوليته الخاصة إلى قادس لبدء حملة على هسبانيا في عام 236 ق.م، لتكوين إمبراطورية جديدة لتعويض قرطاجنة عن خسارة صقلية وسردينيا، ولتكون بمثابة قاعدة لأي صراعات في المستقبل ضد الرومان.

## حملقار في هسبانيا
في ثماني سنوات، نجح حملقار عن طريق قوة السلاح والدبلوماسية في السيطرة عل مساحات واسعة من هسبانيا، ولكن وفاته المبكرة في معركة في عام 228 ق.م، حرمت قرطاجنة من فتح كامل لهسبانيا. فاق حملقار جميع أقرانه القرطاجيين في المهارات العسكرية والدبلوماسية. انتقلت هذه المهارات إلى ابنه حنبعل، الذي أصبح أشهر القادة القرطاجيين فيما بعد.

## عائلته
كان لحملقار على الأقل 3 بنات و 3 أولاد:
- الابنة الكبرى كانت زوجه ل «بوملقار» أحد القادة القرطاجيين، ووالدة هانو بن بوملقار.
- الابنة الثانية فكانت زوجة ل صدربعل العادل.
- الابنة الثالثة فكانت زوجة ل نارافاس[12] ملك نوميدي، ساعد القرطاجيين في حرب المرتزقة.
- أبناءه الثلاثة كانوا من أكبر قادة القرطاجيين خلال الحرب البونيقية الثانية.